# Giuseppe Ugolini (Kardinal)
Giuseppe Ugolini (* 6. Januar 1783 in Macerata, Kirchenstaat; † 19. Dezember 1867 in Rom) war ein Kardinal der katholischen Kirche und Mitglied der Römischen Kurie.

## Leben
Er studierte in Rom Rechtswissenschaften und empfing die Diakonenweihe, wurde jedoch nie zum Priester geweiht. 1815 war er Apostolischer Delegat in Frosinone, von 1830 bis 1837 Presidente delle Armi und schließlich Dekan der Apostolischen Kammer.
Im Konsistorium vom 12. Februar 1838 ernannte Papst Gregor XVI. ihn zum Kardinaldiakon. Den Kardinalshut und die Titeldiakonie San Giorgio in Velabro erhielt er am 15. Februar desselben Jahres. Später war Giuseppe Ugolini (Kardinal) Apostolischer Legat in Ferrara. Am 13. September 1838 wechselte er zur Titeldiakonie Santa Maria in Via Lata.
Ugolini nahm am Konklave von 1846 teil, bei dem Papst Pius IX. erwählt wurde. Von 1858 bis 1867 war er Kardinalprotodiakon.